# أليكس فوكس
أليكس فوكس (بالإسبانية: Alex Fox)‏ هو موسيقي وعازف قيثارة أرجنتيني، ولد في 19 أغسطس 1947 في بوينس آيرس في الأرجنتين.

## وصلات خارجية
- أليكس فوكس على موقع ميوزك برينز (الإنجليزية)